# دارين دونينغ
دارين دونينغ (بالإنجليزية: Darren Dunning)‏ هو لاعب كرة قدم بريطاني، ولد في 8 يناير 1981 في سكاربورو في المملكة المتحدة. لعب مع بلاكبيرن روفرز وماكليسفيلد تاون ونادي بريستول سيتي ونادي بلاكبول ونادي توركي يونايتد ونادي روتشديل ونادي هاروجيت تاون ونادي يورك سيتي.

## وصلات خارجية
- دارين دونينغ على موقع قاعدة بيانات كرة القدم.إي يو (الإنجليزية)
- دارين دونينغ على موقع Soccerbase.com (لاعب) (الإنجليزية)